# مود فوريستر براون
مود فوريستر براون (بالإنجليزية: Maud Forrester-Brown)‏ التحقت بمدرسة لندن للطب للنساء، من عام 1907 إلى عام 1912، درست مود الطب الشرعي وعلم الأمراض، وتخرجت بدرجة البكالوريوس في الطب عام 1912، ودرجة الماجستير في العلوم عام 1920. بالإضافة إلى هذه الدرجات العلمية، حصلت على درجة الدكتوراه في الطب عام 1914، وبدأت العمل في المجال الطبي بعد فترة وجيزة، شغلت مناصب عديدة منها كونها جراحة منزل، حيث عملت مع الجراح السير هارولد ستيلز. حصلت مود على منحة دراسية لمدة ثلاث سنوات في عام 1923 تسمى منحة ويليام جيسان للأبحاث، مما سمح لها بالسفر إلى عيادات تقويم العظام في الولايات المتحدة وأوروبا، وحتى ترجمة المجلات الطبية إلى اللغة الإنجليزية، مما عاد بالنفع على الكثير من الأشخاص.
بعد عودتها إلى إنجلترا أدرك السير هارولد ستيلز مهارات مود فوريستر وقدّم لها وظيفة كجراحة في مستشفى باث آند ويسيكس عام 1925. أدت جهودها أثناء عملها في هذا المستشفى إلى أن تصبح معروفة على نطاق واسع من خلال تحسين سمعتها في مجال جراحة العظام. بدأت بالنشر في المجلات الطبية في وقت مبكر من حياتها وتحديدًا في عام 1920.في مقالها المنشور بعنوان «نتائج عمليات إصابة الأعصاب في مستشفى أدنبرة الحربي» كتبت عن العمليات الجراحية التي أجرتها ونتائج الدراسات. كانت إحدى الدراسات عبارة عن عمليات زرع الأوتار، والتي قالت إنها حققت نسبة نجاح تسعة وتسعين بالمئة من حيث استعادة الطرف التالف.
تم اختيارها من قِبل رابطة جراحة العظام البريطانية -التي تأسست لجراحي العظام الذين يقيمون في بريطانيا-عام 1921 لتصبح عضوًا فيها. بعد ستة عشر عامًا تم تعيينها كسكرتيرة لنفس المنظمة بفضل خبرتها، أنشأت مستشفيات للأطفال في ثلاث مقاطعات مختلفة في إنجلترا. لاحظت المجالات التي تم إهمالها في المجال الطبي وركزت بحثها على تلك التخصصات، مثل العيوب والتشوهات التي لم يتم حلها حتى يصبح الأطفال أكبر سنًا وأقوى. قامت بتدريب موظفيها على العيادات وعلمتهم مهاراتها الفردية الفريدة، مما جعل عيادتها تتميز عن العيادات الموجودة في ذلك الوقت. لتحسين تشوهات الأطفال أقنعت المدارس بتطبيق مقاعد ومكاتب أفضل، وتعاونت أيضًا مع شركة أحذية لجعل الأحذية مناسبة بشكل أفضل للعمود الفقري. تم تصميم هذا أيضًا لمنع التشوهات قبل ظهورها.
في عام 1931 عُقِد الاجتماع السنوي للرابطة الطبية البريطانية، والتي كانت مود عضوًا فيها لأكثر من 50 عامًا، وتم تعيينها سكرتيرة. بعد سبع سنوات -في عام 1938- قررت الجمعية تعيينها نائبًا لرئيس قسم جراحة العظام. منذ عام 1948 إلى 1949 كانت عضوًا في اللجنة التنفيذية لجمعية جراحة العظام البريطانية. تقاعدت عام 1951 عن عمر يناهز خمسة وستين عامًا وبعد عشر سنوات حصلت على لقب زميل فخري مما سمح لها بالاحتفاظ باللقب الذي كانت تحمله قبل التقاعد. حتى بعد التقاعد كانت لا تزال تزور المستشفيات والعيادات وتواصل إجراء الأبحاث ونشرها.

## أعمالها المنشورة
- نتائج العمليات الخاصة بإصابة الأعصاب في مستشفى إدنبرة الحربي.
- الوضعة كعامل في الصحة والمرض.
- نقاط من الحروف: ركوب الخيل للمعاقين.
- العلاج المبكر لشلل الأطفال